# Andreas Cornelius
Andreas Evald Cornelius, född 16 mars 1993 i Köpenhamn, är en dansk fotbollsspelare som spelar för FC Köpenhamn. Han spelar också för Danmarks landslag.

## Karriär
Cornelius debuterade för FC Köpenhamn den 9 april 2012 i en 0–0-match mot AGF Århus, där han blev inbytt i den 81:a minuten mot César Santin.
Den 2 maj 2017 värvades Cornelius av italienska Atalanta. Den 31 augusti 2018 lånades han ut till Bordeaux på ett låneavtal över säsongen 2018/2019. Den 18 juli 2019 lånades Cornelius ut till Parma på ett tvåårigt låneavtal med en tvingande köpoption.
Den 31 augusti 2022 blev Cornelius klar för en återkomst i FC Köpenhamn, där han skrev på ett femårskontrakt.

## Meriter

### Klubblag
FC Köpenhamn
- Superligaen: 2012–13, 2015–16, 2016–17
- Danska cupen: 2014–15, 2015–16, 2016–17